# Music Bank (programa de televisão)
Music Bank (hangul: 뮤직뱅크) é um programa de variedades sul-coreano de música que vai ao ar todas as sextas-feiras às 17:15 KST na KBS2. A partir de 2015, o programa também foi transmitido em mais de cem países por meio da KBS World. Os episódios são filmados no KBS New Wing Open Hall em Yeouido-dong, Yeongdeungpo-gu. O programa também organiza a turnê global Music Bank World Tour.

## História
Antes do Music Bank, Top 10 Songs (가요톱10) estreou em 1981, indo ao ar ao vivo às 18:30 (KST) nas sextas-feiras e foi ao ar até 1998. Nos primeiros meses de 1998, o programa Bravo New Generation tomou seu lugar, mas devido à baixa audiência, foi  rapidamente substituído pelo Music Bank em 18 de junho de 1998. O formato de gráfico usado desde o Top 10 Songs foi abandonado no final de 2001 devido à polêmica e foi alterado para um formato de solicitação.
Em 2005, o programa foi transferido para as tardes de domingo ao 12:45 (KST) e tornou-se uma transmissão gravada. Devido à queda na audiência, em setembro de 2007, o programa voltou ao seu horário original de noites de sexta-feira às 18:30 (KST) e voltou ao formato ao vivo. Os charts foram revividos como charts baseados em categorias.
Em janeiro de 2008, os charts baseados em categorias foram combinados no K-Chart, que é o chart de contagem regressiva familiar e o único programa a fazer isso. Em junho de 2008, o programa se estendeu para 70 minutos, indo ao ar das 18:30 (KST) às 19:40 (KST), tornando-o o mais longo programa de música no ar. Em novembro de 2008, como parte das mudanças de formato de outono, o programa começou a ser exibido das 18:40 (KST) às 20:00 (KST) por 80 minutos. Em maio de 2010, como parte das mudanças de formato da primavera, o programa começou a ir ao ar das 17:50 (KST) às 19:10 (KST) por 80 minutos.
Em 27 de agosto de 2010, o Music Bank começou a ser transmitido ao vivo para 54 países diferentes ao redor do mundo por meio da KBS World e incluiu novos recursos interativos para telespectadores internacionais por meio do Twitter.
Em 11 de novembro de 2011, como parte das mudanças de formato do outono, o programa começou a ser transmitido por 105 minutos, das 18:10h (KST) às 17:55h (KST), seguido pelo KBS News 6.
Em agosto de 2012, o canal de televisão a cabo Myx TV começou a transmitir a primeira versão dublada em inglês do Music Bank.
Desde 25 de outubro de 2013, o programa começou a ser exibido por 80 minutos das 18:30 (KST) às 19:50 (KST), seguindo o KBS Global 24, que foi transferido do KBS1 com efeito a partir de 21 de outubro de 2013.
Desde outubro de 2021, o programa é apresentado por Sunghoon do Enhypen e Won-young do Ive. Apresentadores anteriores incluem Song Hye-kyo, Rain, Ji Sung, Song Joong-ki, Uee, Yoon Bo-ra, Park Seo-joon, Irene, Park Bo-gum, Choi Bo-min e Shin Ye-eun, entre outros.

## Apresentadores
| Data                                          | Apresentadores                                         |
| --------------------------------------------- | ------------------------------------------------------ |
| 1998                                          | Ryu Shi-won, Kim Ji-ho                                 |
| 1999                                          | Ryu Shi-won, Hwang Yu-sun                              |
| 1999                                          | Kim Seung-Hyun, Hwang Yu-sun                           |
| 1999                                          | Ju Young-hun, Hwang Yu-sun                             |
| 2000                                          | Ju Young-hun, Kim Gyu-ri                               |
| 2000                                          | Lee Hwi-jae, Song Hye-kyo                              |
| 2000                                          | Lee Hwi-jae, Lee Na-young                              |
| 2001                                          | Lee Hwi-jae, Kim Bo-kyung                              |
| 8 de novembro de 2001 - 18 de abril de 2002   | Lee Hwi-jae, Gyu-ri Kim                                |
| 25 de abril - 24 de outubro de 2002           | Lee Hwi-jae, Kim Min-jung                              |
| 31 de outubro de 2002 - 30 de janeiro de 2003 | Rain, Shoo                                             |
| 6 de fevereiro - 19 de junho de 2003          | Jun Jin, Shoo                                          |
| 26 de junho de 2003 - 11 de junho de 2004     | Choi Jung-won, Park Jeong-Ah                           |
| 18 de junho - 5 de novembro de 2004           | Ji Sung, Park Eun-hye                                  |
| 12 de novembro de 2004 - 29 de abril de 2005  | Nam Gung-min, So Ee-hyun                               |
| 8 de maio - 30 de outubro de 2005             | Ji Hyun-woo, Kim Bo-min                                |
| 6 de novembro de 2005 - 12 de março de 2006   | Kang Kyung-jun, Park Kyung-lim                         |
| 26 de março - 19 de novembro de 2006          | Kang Kyung-jun, Jang Hee-jin                           |
| 26 de novembro de 2006 - 1º de abril de 2007  | Ha-ha, Lee So-yeon                                     |
| 8 de abril de 2007 - 1º de fevereiro de 2008  | Ha-ha, Lee Hyun-ji                                     |
| 15 de fevereiro - 16 de maio de 2008          | Tablo, Kim Sung-eun                                    |
| 23 de maio - 8 de agosto de 2008              | Tablo, Min Seo-hyun                                    |
| 29 de agosto de 2008 - 9 de janeiro de 2009   | Yu Sae-yoon, Seo In-young                              |
| 16 de janeiro - 31 de julho de 2009           | Yu Sae-yoon, Park Eun-young                            |
| 7 de agosto de 2009 - 19 de novembro de 2010  | Song Joong-Ki, Seo Hyo-rim                             |
| 3 de dezembro de 2010 - 21 de outubro de 2011 | Hyun Woo, Kim Min-ji                                   |
| 28 de outubro - 11 de novembro 2011           | Hyun Woo, UEE                                          |
| 18 de novembro de 2011                        | Tim, Sohee, Sunye                                      |
| 25 de novembro de 2011                        | Shindong, Sohee, Sunye                                 |
| 2 de dezembro de 2011                         | Minho, Sohee, Yeeun                                    |
| 9 de dezembro de 2011                         | Minho, Sohee, Yubin                                    |
| 16 de dezembro de 2011                        | Shindong, Sohee, Yubin                                 |
| 23 de dezembro de 2011                        | Jung Yong Hwa, Choi Siwon, Yoon Doo-joon, Jeon Hyun Mu |
| 6 de janeiro de 2012 - 29 de março de 2013    | Lee Jang-woo, UEE                                      |
| 5 de abril de 2013                            | Lee Jang-woo, Kang Min-kyung                           |
| 12 de abril - 4 de outubro de 2013            | Jeong Jinwoon, Park Se-young                           |
| 6 de setembro de 2013                         | Jo Kwon, Park Se-young                                 |
| 11 de outubro de 2013                         | Seulong, Park Se-young                                 |
| 18 de outubro de 2013                         | Jo Kwon                                                |
| 25 de outubro de 2014 - 24 de abril de 2015   | Park Seo-joon, Yoon Bora                               |
| 1º de maio de 2015 - 24 de junho de 2016      | Park Bo-gum, Irene                                     |
| 4 de dezembro de 2015                         | Park Bo-gum, V, Him-chan                               |
| 1º de julho - 4 de novembro de 2016           | Kang Min-hyunk, Solbin                                 |
| 15 de julho de 2016                           | Kang Min-hyuk, Solbin, Son Dong-woon                   |
| 11 de novembro de 2016 - 11 de maio de 2018   | Lee Seo-won, Solbin                                    |
| 18 de maio de 2018                            | Solbin, N (VIXX)                                       |
| 25 de maio de 2018                            | Solbin, Son Dong-woon                                  |
| 1 de junho de 2018                            | Solbin, Taemin (SHINee)                                |
| 8 de junho de 2018                            | Solbin, Jin (BTS)                                      |
| 15 de junho de 2018 - 28 de junho de 2019     | Kei, Choi Won-myung                                    |
| 5 de julho de 2019 - 17 de julho de 2020      | Shin Ye-eun, Choi Bo-min                               |
| 24 de julho de 2020 - outubro de 2021         | Soobin (TXT), Arin (Oh My Girl)                        |
| outubro de 2021 - atualmente                  | Sunghoon (Enhypen), Wonyoung (ex-Iz*One, Ive)          |

|   | Triple Crown                  |
|   | Maiores pontuações em 2018    |
| — | Não foi realizado nenhum show |

| Episódio | Data            | Artista       | Canção                    | Pontuação |
| -------- | --------------- | ------------- | ------------------------- | --------- |
| 913      | 5 de Janeiro    | EXO           | "Universe"                | 10,371    |
| 914      | 12 de Janeiro   | EXO           | "Universe"                | 6,324     |
| 915      | 19 de Janeiro   | Infinite      | "Tell Me"                 | 5,393     |
| 916      | 26 de Janeiro   | JBJ           | "My Flower"               | 5,531     |
| 917      | 2 de Fevereiro  | Jonghyun      | "Shinin'"                 | 5,560     |
| —        | 9 de Fevereiro  | Red Velvet    | "Bad Boy"                 | 5,962     |
| —        | 16 de Fevereiro | Seventeen     | "Thanks"                  | 7,540     |
| 918      | 23 de Fevereiro | Momoland      | "BBoom BBoom"             | 7,633     |
| 919      | 2 de Março      | iKON          | "Love Scenario"           | 6,056     |
| 920      | 9 de Março      | Kim Sung kyu  | "True Love"               | 5,831     |
| —        | 16 de Março     | Mamamoo       | "Starry Night"            | 6,015     |
| 921      | 23 de Março     | GOT7          | "Look"                    | 9,927     |
| 922      | 30 de Março     | Wanna One     | "Boomerang"               | 10,298    |
| 923      | 6 de Abril      | Wanna One     | "Boomerang"               | 7,103     |
| 924      | 13 de Abril     | Wanna One     | "Boomerang"               | 6,151     |
| 925      | 20 de Abril     | Twice         | "What is Love?"           | 9,335     |
| 926      | 27 de Abril     | Twice         | "What is Love?"           | 8,367     |
| 927      | 4 de Maio       | Hwang Chiyeul | "Star, You"               | 6,552     |
| 928      | 11 de Maio      | GFriend       | "Time For The Moon Night" | 8,690     |
| 929      | 18 de Maio      | GFriend       | "Time For The Moon Night" | 6,154     |
| 930      | 25 de Maio      | BTS           | "Fake Love"               | 10,493    |
| 931      | 1 de Junho      | BTS           | "Fake Love"               | 15,019    |
| 932      | 8 de Junho      | BTS           | "Fake Love"               | 10,647    |
| 933      | 15 de Junho     | Wanna One     | "Light"                   | 11,260    |
| 934      | 22 de Junho     | Wanna One     | "Light"                   | 7,528     |
| 935      | 29 de Junho     | Blackpink     | "Ddu-Du Ddu-Du"           | 10,095    |
| 936      | 6 de Julho      | NU'EST W      | "Dejavu"                  | 10,151    |
| 937      | 13 de Julho     | Apink         | "I'm So Sick"             | 5,930     |
| 938      | 20 de Julho     | Twice         | "Dance The Night Away"    | 11,347    |
| 939      | 27 de Julho     | Seventeen     | "Oh My!"                  | 11,345    |
| 940      | 3 de Agosto     | Twice         | "Dance The Night Away"    | 5,338     |
| 941      | 10 de Agosto    | Shaun         | "Way Back Home"           | 4,729     |
| 942      | 17 de Agosto    | Red Velvet    | "Power Up"                | 8,882     |
| 943      | 24 de Agosto    | Red Velvet    | "Power Up"                | 6,536     |
| 944      | 31 de Agosto    | BTS           | " Idol"                   | 9,567     |
| 945      | 7 de Setembro   | BTS           | " Idol"                   | 11,949    |
| 946      | 14 de Setembro  | BTS           | " Idol"                   | 5,275     |
| 947      | 21 de Setembro  | Sunmi         | "Siren"                   | 5,433     |
| 948      | 28 de Setembro  | GOT7          | "Lullaby"                 | 9,751     |
| 949      | 5 de Outubro    | GOT7          | "Lullaby"                 | 5,323     |
| 950      | 12 de Outubro   | iKON          | "Goodbye Road"            | 5,239     |
| 951      | 19 de Outubro   | IU            | "BbiBbi"                  | 4,338     |
| 952      | 26 de Outubro   | NCT 127       | "Regular"                 | 6,585     |
| 953      | 2 de Novembro   | Monsta X      | "Shoot Out"               | 7,067     |
| 954      | 9 de Novembro   | EXO           | "Tempo"                   | 8,561     |
| 955      | 16 de Novembro  | EXO           | "Tempo"                   | 9,417     |
| 956      | 23 de Novembro  | BTOB          | "Beautiful Pan"           | 6,680     |
| 957      | 30 de Novembro  | Wanna One     | "Spring Breeze"           | 11,509    |
| 958      | 7 de Dezembro   | NU'EST W      | "Help Me"                 | 6,686     |
| 959      | 14 de Dezembro  | GOT7          | "Miracle"                 | 4,679     |
| 960      | 21 de Dezembro  | EXO           | "Love Shot"               | 7,267     |
| —        | 28 de Dezembro  | EXO           | "Love Shot"               | 7,742     |

|   | Maiores pontuações em 2019    |
| — | Não foi realizado nenhum show |

| Episódio | Data            | Artista      | Canção                                                 | Pontuação |
| -------- | --------------- | ------------ | ------------------------------------------------------ | --------- |
| 961      | 4 de Janeiro    | EXO          | "Tempo"                                                | 9,055     |
| 962      | 11 de Janeiro   | Winner       | "Millions"                                             | 3,382     |
| 963      | 18 de Janeiro   | Chung Ha     | "Gotta Go"                                             | 4,824     |
| 964      | 25 de Janeiro   | GFriend      | "Sunrise"                                              | 5,600     |
| 965      | 1 de Fevereiro  | Seventeen    | "Home"                                                 | 9,466     |
| 966      | 8 de Fevereiro  | Seventeen    | "Home"                                                 | 4,017     |
| 967      | 15 de Fevereiro | Seventeen    | "Home"                                                 | 5,249     |
| 968      | 22 de Fevereiro | Taemin       | "Want"                                                 | 7,141     |
| 969      | 1 de Março      | Monsta X     | "Alligator"                                            | 6,922     |
| 970      | 8 de Março      | ITZY         | "Dalla Dalla"                                          | 5,104     |
| 971      | 15 de Março     | ITZY         | "Dalla Dalla"                                          | 4,405     |
| 972      | 22 de Março     | Epik High    | "Love Drunk"                                           | 4,397     |
| 973      | 29 de Março     | Mamamoo      | "Gogobebe"                                             | 4,691     |
| 974      | 5 de Abril      | Park Jihoon  | "L.O.V.E"                                              | 6,030     |
| 975      | 12 de Abril     | IZ*ONE       | "Violeta"                                              | 7,238     |
| 976      | 19 de Abril     | BTS          | "Boy with Luv"                                         | 11,231    |
| 977      | 26 de Abril     | BTS          | "Boy with Luv"                                         | 13,007    |
| 978      | 3 de Maio       | BTS          | "Boy with Luv"                                         | 7,397     |
| 979      | 10 de Maio      | NU'EST       | "Bet Bet"                                              | 8,586     |
| 980      | 17 de Maio      | BTS          | "Boy with Luv"                                         | 6,092     |
| 981      | 24 de Maio      | BTS          | "Boy with Luv"                                         | 7,662     |
| —        | 31 de Maio      | GOT7         | "Eclipse"                                              | 10,757    |
| 982      | 7 de Junho      | NCT 127      | "Superhuman"                                           | 4,458     |
| 983      | 14 de Junho     | BTS          | "Boy with Luv"                                         | 4,591     |
| 984      | 21 de Junho     | BTS          | "Boy with Luv"                                         | 4,427     |
| 985      | 28 de Junho     | Red Velvet   | "Zimzalabim"                                           | 4,868     |
| 986      | 5 de Julho      | Chung Ha     | "Snapping"                                             | 5,592     |
| 987      | 12 de Julho     | GFriend      | "Fever"                                                | 5,014     |
| 988      | 19 de Julho     | Baekhyun     | "UN Village"                                           | 8,401     |
| 989      | 26 de Julho     | Baekhyun     | "UN Village"                                           | 6,266     |
| 990      | 2 de Agosto     | EXO-SC       | "What a Life"                                          | 7,164     |
| 991      | 9 de Agosto     | Kang Daniel  | "What Are You Up To"                                   | 8,177     |
| 992      | 16 de Agosto    | ITZY         | "Icy"                                                  | 4,440     |
| 993      | 23 de Agosto    | ITZY         | "Icy"                                                  | 4,094     |
| 994      | 30 de Agosto    | Red Velvet   | "Umpah Umpah"                                          | 4,898     |
| 995      | 6 de Setembro   | X1           | "Flash"                                                | 9,021     |
| —        | 13 de Setembro  | X1           | "Flash"                                                | 6,407     |
| 996      | 20 de Setembro  | BOL4         | "Workaholic"                                           | 3,539     |
| 997      | 27 de Setembro  | Seventeen    | "Fear"                                                 | 11,565    |
| 998      | 5 de Outubro    | Twice        | "Feel Special"                                         | 8,821     |
| 999      | 11 de Outubro   | Chen         | "Shall We?"                                            | 7,161     |
| 1,000    | 18 de Outubro   | AKMU         | "How Can I Love the Heartbreak, You're the One I Love" | 5,190     |
| 1,001    | 25 de Outubro   | Super Junior | "Super Clap"                                           | 8,514     |
| 1,002    | 1 de Novembro   | NU'EST       | "Love Me"                                              | 6,660     |
| 1,003    | 8 de Novembro   | Taeyeon      | "Spark"                                                | 6,104     |
| 1,004    | 15 de Novembro  | GOT7         | "You Calling My Name"                                  | 5,937     |
| 1,005    | 22 de Novembro  | Mamamoo      | "Hip"                                                  | 5,163     |
| 1,006    | 29 de Novembro  | IU           | "Love Poem"                                            | 8,329     |
| 1,007    | 6 de Dezembro   | EXO          | "Obsession"                                            | 8,970     |
| 1,008    | 13 de Dezembro  | EXO          | "Obsession"                                            | 5,716     |
| 1,009    | 20 de Dezembro  | IU           | "Blueming"                                             | 4,527     |
| —        | 27 de Dezembro  | IU           | "Blueming"                                             | 4,116     |

|   | Maior pontuação em 2020       |
| — | Não foi realizado nenhum show |

| Episódio | Data            | Artista                    | Canção                       | Pontuação |
| -------- | --------------- | -------------------------- | ---------------------------- | --------- |
| 1.010    | 3 de Janeiro    | Red Velvet                 | "Psycho"                     | 7.465     |
| 1.011    | 10 de Janeiro   | Red Velvet                 | "Psycho"                     | 6.649     |
| 1.012    | 17 de Janeiro   | SF9                        | "Good Guy"                   | 5.185     |
|          | 24 de Janeiro   | Red Velvet                 | "Psycho"                     | 4.594     |
| 1.013    | 31 de Janeiro   | Zico                       | "Any Song"                   | 5.469     |
| 1.014    | 7 de Fevereiro  | Zico                       | "Any Song"                   | 4.490     |
| 1.015    | 14 de Fevereiro | GFriend                    | "Crossroads"                 | 4.888     |
| 1.016    | 21 de Fevereiro | Zico                       | "Any Song"                   | 4.006     |
| 1.017    | 28 de Fevereiro | BTS                        | "On"                         | 9.785     |
| 1.018    | 6 de Março      | BTS                        | "On"                         | 11.957    |
| 1.019    | 13 de Março     | BTS                        | "On"                         | 9.188     |
| 1.020    | 20 de Março     | BTS                        | "On"                         | 5.696     |
| 1.021    | 27 de Março     | NCT 127                    | "Kick It"                    | 6.915     |
| 1.022    | 3 de Abril      | Kang Daniel                | "2U"                         | 6.826     |
| 1.023    | 10 de Abril     | Suho                       | "Let's Love"                 | 8.177     |
| 1.024    | 17 de Abril     | (G)I-DLE                   | "Oh My God"                  | 5.831     |
| 1.025    | 24 de Abril     | Apink                      | "Dumhdurum"                  | 5.600     |
| 1.026    | 01 de Maio      | GOT7                       | "Not By The Moon"            | 7.308     |
| 1.027    | 08 de Maio      | NCT DREAM                  | "Ridin'"                     | 9.123     |
| 1.028    | 15 de Maio      | Oh My Girl                 | "Nonstop"                    | 5.922     |
| 1.029    | 22 de Maio      | NU'EST                     | "I'm In Trouble"             | 9.167     |
| 1.030    | 29 de Maio      | NCT 127                    | "Punch"                      | 5.474     |
| 1.031    | 05 de Junho     | Baekhyun                   | "Candy"                      | 8.236     |
| 1.032    | 12 de Junho     | TWICE                      | "More & More"                | 9.408     |
| 1.033    | 19 de Junho     | TWICE                      | "More & More"                | 4.791     |
| 1.034    | 26 de Junho     | IZ*ONE                     | "Secret Story of the Swan"   | 7.890     |
| 1.035    | 03 de Julho     | Seventeen                  | "Left & Right"               | 11.579    |
| 1.036    | 10 de Julho     | Blackpink                  | "How You Like That"          | 4.981     |
| 1.037    | 17 de Julho     | Red Velvet (Irene & Seulgi | "Monster"                    | 6.467     |
| 1.038    | 24 de Julho     | EXO-SC                     | "1 Billion Views (ft. MOON)" | 6.431     |
| 1.039    | 31 de Julho     | Blackpink                  | "How You Like That"          | 6.082     |
| 1.040    | 07 de Agosto    | Hwasa                      | "María"                      | 3.889     |
| 1.041    | 14 de Agosto    | Kang Daniel                | "Who U Are"                  | 6.248     |
| 1.042    | 21 de Agosto    | Hwasa                      | "María"                      | 3.498     |
| 1.043    | 28 de Agosto    | ITZY                       | "Not Shy"                    | 6.843     |
| 1.044    | 04 de Setembro  | BTS                        | "Dynamite"                   | 6.569     |
| 1.045    | 11 de Setembro  | BTS                        | "Dynamite"                   | 7.454     |
| 1.046    | 18 de Setembro  | BTS                        | "Dynamite"                   | 6.963     |
| 1.047    | 25 de Setembro  | BTS                        | "Dynamite"                   | 7.099     |
| 1.048    | 02 de Outubro   | BTS                        | "Dynamite"                   | 6.341     |
| 1.049    | 09 de Outubro   | Blackpink                  | "Lovesick Girls"             | 11.562    |
| 1.050    | 16 de Outubro   | NCT U                      | "Make A Wish"                | 7.876     |

| Ano  | Artista           | Canção          |
| ---- | ----------------- | --------------- |
| 2007 | Wonder Girls      | "Tell Me"       |
| 2008 | TVXQ              | "Mirotic"       |
| 2009 | Girls' Generation | "Gee"           |
| 2010 | Girls' Generation | "Oh!"           |
| 2011 | IU                | "Good Day"      |
| 2012 | PSY               | "Gangnam Style" |
| 2013 | Cho Yong-pil      | "Bounce"        |

| Posição | Artista           | Quantidade | Estreia             |
| ------- | ----------------- | ---------- | ------------------- |
| 1ª      | Girls' Generation | 42 vezes   | 2007 –              |
| 2ª      | EXO               | 33 vezes   | 2012 –              |
| 3ª      | BigBang           | 27 vezes   | 2006 –              |
| 3ª      | BTS               | 27 vezes   | 2013 –              |
| 5ª      | Twice             | 24 vezes   | 2015 –              |
| 6ª      | PSY               | 21 vezes   | 1999 –              |
| 7ª      | Super Junior      | 20 vezes   | 2005 –              |
| 8ª      | IU                | 18 vezes   | 2008 –              |
| 9ª      | Yoo Seung-jun     | 17 vezes   | 1997 – 2002         |
| 9ª      | Wonder Girls      | 17 vezes   | 2007 – 2017         |
| 11ª     | SHINee            | 16 vezes   | 2008 –              |
| 11ª     | Highlight         | 16 vezes   | 2009 – 2016, 2017 – |
| 13ª     | Sechskies         | 15 vezes   | 1997 – 2000, 2016 – |
| 13ª     | 2PM               | 15 vezes   | 2008 –              |
| 15ª     | Sistar            | 14 vezes   | 2010 – 2017         |

| Posição | Artista           | Canção          | Quantidade | Ano         |
| ------- | ----------------- | --------------- | ---------- | ----------- |
| 1ª      | PSY               | "Gangnam Style" | 10 vezes   | 2012        |
| 2ª      | Girls' Generation | "Gee"           | 9 vezes    | 2009        |
| 3ª      | Jewelry           | "One More Time" | 7 vezes    | 2008        |
| 4ª      | Girls' Generation | "The Boys"      | 6 vezes    | 2011        |
| 4ª      | IU                | "You and I"     | 6 vezes    | 2011 – 2012 |
| 5ª      | Yoo Seung-jun     | "Passion"       | 5 vezes    | 1999        |
| 5ª      | Yoo Seung-jun     | "Vision"        | 5 vezes    | 1999 – 2000 |
| 5ª      | MC Mong           | "Circus"        | 5 vezes    | 2008        |
| 5ª      | Wonder Girls      | "So Hot"        | 5 vezes    | 2008        |
| 5ª      | G-Dragon          | "Hearthbreaker" | 5 vezes    | 2009        |
| 5ª      | 2NE1              | "I Don't Care"  | 5 vezes    | 2009        |
| 5ª      | Girls' Generation | "Oh!"           | 5 vezes    | 2010        |
| 5ª      | Girls' Generation | "Hoot"          | 5 vezes    | 2010        |
| 5ª      | Super Junior      | "Mr. Simple"    | 5 vezes    | 2011        |
| 5ª      | Twice             | "TT"            | 5 vezes    | 2016        |

| Posição | Artista           | Canção                       | Quantidade | Ano         |
| ------- | ----------------- | ---------------------------- | ---------- | ----------- |
| 1ª      | PSY               | "Gangnam Style"              | 17 vezes   | 2012 – 2013 |
| 2ª      | Girls' Generation | "Gee"                        | 11 vezes   | 2009        |
| 3ª      | Jewerly           | "One More Time"              | 7 vezes    | 2008        |
| 3ª      | Girls' Generation | "Oh!"                        | 7 vezes    | 2010        |
| 3ª      | BTS               | "Boy with Luv"               | 7 vezes    | 2019        |
| 6ª      | Wonder Girls      | "Tell Me"                    | 6 vezes    | 2007        |
| 6ª      | Girls' Generation | "The Boys"                   | 6 vezes    | 2011        |
| 6ª      | IU                | "You and I"                  | 6 vezes    | 2011 – 2012 |
| 6ª      | Twice             | "TT"                         | 6 vezes    | 2016 – 2017 |
| 10ª     | Yoo Seung-jun     | "Passion"                    | 5 vezes    | 1999        |
| 10ª     | Yoo Seung-jun     | "Vision"                     | 5 vezes    | 1999 – 2000 |
| 10ª     | MC Mong           | "Circus"                     | 5 vezes    | 2008        |
| 10ª     | Wonder Girls      | "So Hot"                     | 5 vezes    | 2008        |
| 10ª     | BigBang           | "Day By Day"                 | 5 vezes    | 2008        |
| 10ª     | Baek Ji-young     | "Like Being Hit by a Bullet" | 5 vezes    | 2008 – 2009 |
| 10ª     | Super Junior      | "Sorry Sorry"                | 5 vezes    | 2009        |
| 10ª     | 2NE1              | "I Don't Care"               | 5 vezes    | 2009        |
| 10ª     | G-Dragon          | "Heartbreaker"               | 5 vezes    | 2009        |
| 10ª     | Girls' Generation | "Hoot"                       | 5 vezes    | 2010        |
| 10ª     | Super Junior      | "Mr. Simple"                 | 5 vezes    | 2011        |
| 10ª     | Soyou & Junggio   | "Some"                       | 5 vezes    | 2014        |
| 10ª     | Twice             | "Cheer Up"                   | 5 vezes    | 2016        |

| Posição | Artista           | Canção         | Pontuação | Data          |
| ------- | ----------------- | -------------- | --------- | ------------- |
| 1ª      | TVXQ              | "Mirotic"      | 16.404,22 | 31/10/2019    |
| 2ª      | Girls' Generation | "Gee"          | 12.982,94 | 27/02/2009    |
| 3ª      | Girls' Generation | "Gee"          | 11.984,64 | 30/01/2009    |
| 4ª      | BigBang           | "Sunset Glow"  | 11.784,93 | 2818/11/2008  |
| 5ª      | Seo Taiji         | "Moai"         | 11.485,75 | 29/08/de 2008 |
| 6ª      | BigBang           | "Day by Day"   | 10.872,19 | 26/09/2008    |
| 7ª      | Brown Eyes        | "Don't Leave"  | 10.386,20 | 25/07/2008    |
| 8ª      | Super Junior      | "Sorry, Sorry" | 10.193,85 | 27/03/2009    |
| 9ª      | Super Junior      | "Sorry, Sorry" | 10.186,70 | 24/04/2009    |
| 10ª     | Wonder Girls      | "So Hot"       | 10.135,68 | 27/06/2008    |

| Posição | Artista           | Canção              | Pontuação | Data       |
| ------- | ----------------- | ------------------- | --------- | ---------- |
| 1ª      | Girls' Generation | "Oh!"               | 23.077    | 02/05/2010 |
| 2ª      | Girls' Generation | "Oh!"               | 22.689    | 12/02/2010 |
| 3ª      | G-Dragon          | "Heartbreaker"      | 21.322    | 04/09/2009 |
| 4ª      | Girls' Generation | "Run Devil Run"     | 21.223    | 02/04/2010 |
| 5ª      | Girls' Generation | "Oh!"               | 20.549    | 26/02/2010 |
| 6ª      | Girls' Generation | "Oh!"               | 20.284    | 19/02/2010 |
| 7ª      | G-Dragon          | "Heartbreaker"      | 18.995    | 11/09/2009 |
| 8ª      | Girls' Generation | "Tell Me Your Wish" | 17.995    | 10/07/2009 |
| 9ª      | Rain              | "Love Song"         | 16.871    | 16/04/2010 |
| 10ª     | Girls' Generation | "Oh!"               | 15.931    | 05/032010  |

| Posição | Artista           | Canção                | Pontuação | Data       |
| ------- | ----------------- | --------------------- | --------- | ---------- |
| 1ª      | Super Junior      | "Mr. Simple"          | 20.653    | 26/08/2011 |
| 2ª      | Girls' Generation | "Hoot"                | 20.516    | 12/11/2010 |
| 3ª      | BigBang           | "Tonight"             | 20.214    | 11/03/2011 |
| 4ª      | Super Junior      | "Mr. Simple"          | 19.813    | 19/08/2011 |
| 5ª      | Super Junior      | "Mr. Simple"          | 17.735    | 09/09/2011 |
| 6ª      | Super Junior      | "Mr. Simple"          | 17.464    | 02/09/2011 |
| 7ª      | IU                | "Good Day"            | 17.451    | 31/12/2010 |
| 8ª      | Kim Hyun-joong    | "Break Down"          | 17.294    | 24/06/2011 |
| 9ª      | Girls' Generation | "Hoot"                | 17.285    | 05/11/2010 |
| 10ª     | TVXQ              | "Keep Your Head Down" | 17.168    | 28/01/2011 |

| Posição | Artista | Canção          | Pontuação | Data       |
| ------- | ------- | --------------- | --------- | ---------- |
| 1ª      | PSY     | "Gangnam Style" | 30.454    | 12/10/2012 |
| 2ª      | PSY     | "Gangnam Style" | 28.006    | 05/10/2012 |
| 3ª      | PSY     | "Gangnam Style" | 24.483    | 19/10/2012 |
| 4ª      | PSY     | "Gangnam Style" | 22.737    | 31/08/2012 |
| 5ª      | PSY     | "Gangnam Style" | 21.399    | 24/08/2012 |
| 6ª      | PSY     | "Gangnam Style" | 21.085    | 14/09/2012 |
| 7ª      | PSY     | "Gangnam Style" | 20.529    | 28/09/2012 |
| 8ª      | PSY     | "Gangnam Style" | 20.236    | 21/09/2012 |
| 9ª      | PSY     | "Gangnam Style" | 19.806    | 26/10/2012 |
| 10ª     | PSY     | "Gangnam Style" | 19.661    | 02/11/2012 |

| Posição | Artista | Canção         | Pontuação | Data       |
| ------- | ------- | -------------- | --------- | ---------- |
| 1ª      | BTS     | "Fake Love"    | 15.019    | 01/06/2018 |
| 2ª      | BTS     | "Spring Day"   | 13.250    | 24/02/2017 |
| 3ª      | BTS     | "Boy with Luv" | 13.007    | 26/04/2019 |
| 4ª      | EXO     | "Call Me Baby" | 12.681    | 10/04/2015 |
| 5ª      | BTS     | "DNA"          | 12.581    | 29/09/2017 |
| 6ª      | EXO     | "Ko Ko Bop"    | 12.181    | 28/07/2017 |
| 7ª      | Twice   | "Knock Knock"  | 12.175    | 03/03/2017 |
| 8ª      | EXO     | "Ko Ko Bop"    | 12.103    | 04/08/2017 |
| 9ª      | BTS     | "On"           | 11.957    | 06/03/2020 |
| 10ª     | BTS     | "Idol"         | 11.949    | 07/09/2018 |

| Posição | Artista           | Canção          | Pontuação | Data       |
| ------- | ----------------- | --------------- | --------- | ---------- |
| 1ª      | PSY               | "Gangnam Style" | 30.454    | 12/10/2012 |
| 2ª      | PSY               | "Gangnam Style" | 28.006    | 05/10/2012 |
| 3ª      | PSY               | "Gangnam Style" | 24.483    | 19/10/2012 |
| 4ª      | Girls' Generation | "Oh!"           | 23.077    | 05/02/2010 |
| 5ª      | PSY               | "Gangnam Style" | 22.737    | 31/08/2012 |
| 6ª      | Girls' Generation | "Oh!"           | 22.689    | 12/02/2010 |
| 7ª      | PSY               | "Gangnam Style" | 21.399    | 24/08/2012 |
| 8ª      | G-Dragon          | "Heartbreaker"  | 21.322    | 04/09/2009 |
| 9ª      | Girls' Generation | "Run Devil Run" | 21.223    | 02/04/2010 |
| 10ª     | PSY               | "Gangnam Style" | 21.085    | 24/09/2012 |